# Eleutherodactylus maestrensis
Eleutherodactylus maestrensis är en groddjursart som beskrevs av Díaz, Cádiz och Navarro 2005. Eleutherodactylus maestrensis ingår i släktet Eleutherodactylus och familjen Eleutherodactylidae. IUCN kategoriserar arten globalt som otillräckligt studerad. Inga underarter finns listade i Catalogue of Life.